# Blackfoot jezik
Blackfoot jezik (ISO 639-3: bla), indjanski jezik algonkijske porodice, kojim govori oko 4 600 Indijanaca u Kanadi (Alberta, 4 500) i Montani (100) na rezervatu Blackfoot. Plemena Blackfoot ili Siksika, Kainah ili Blood i Piegan koja se njime služe govore vlastitim dijaklktima.
Blackfootski zajedno s jezicima arapaho [arp], cheyenne [chy], gros ventre ili atsina [ats] i nawathinehena čine prerijsku podskupinu algonkijskih jezika

## Vanjske poveznice
- Ethnologue (14th)
- Ethnologue (15th)